# Fasanspornkuckuck

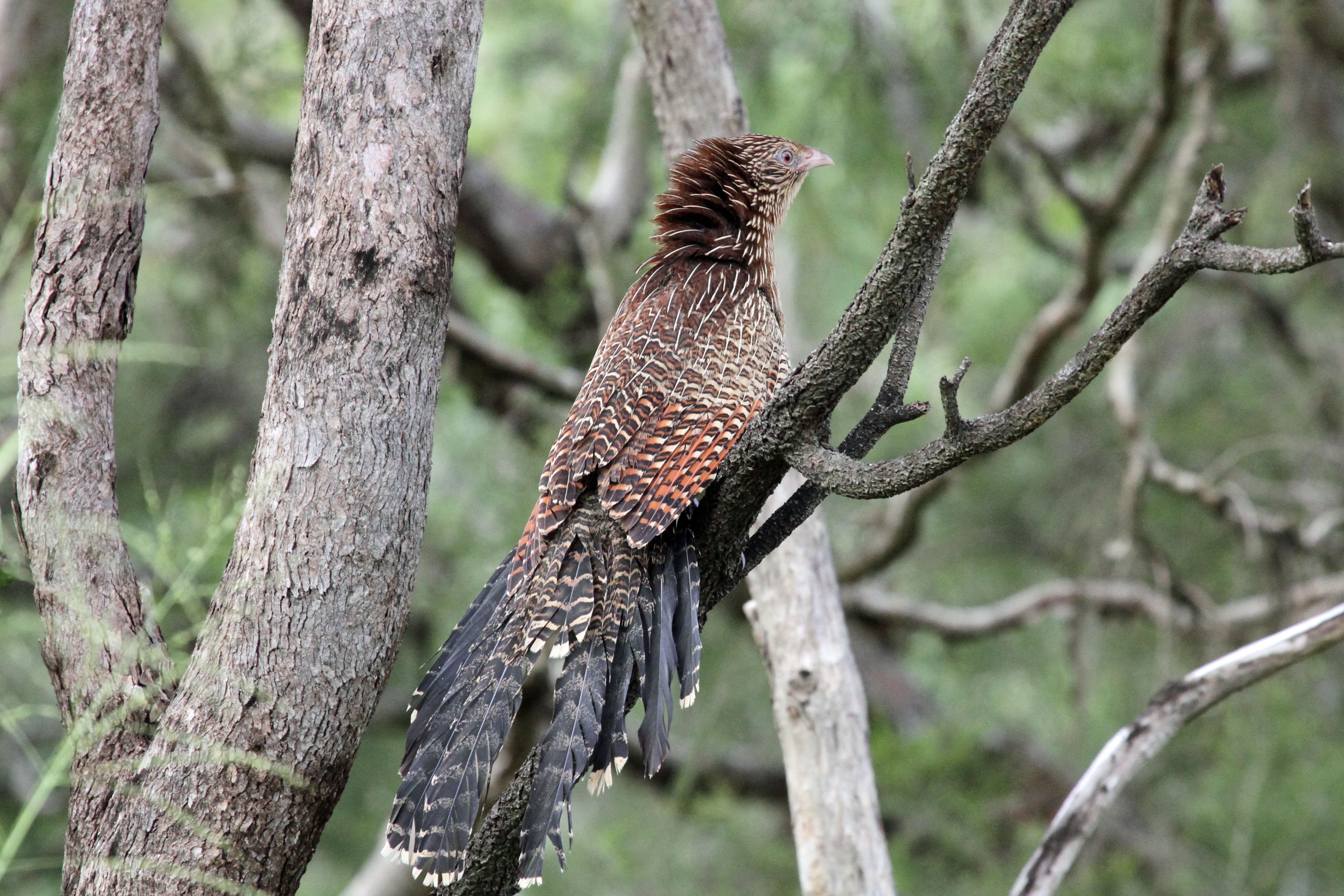
Fasanspornkuckuck, Queensland, Australien

Der Fasanspornkuckuck (Centropus phasianinus), auch Fasanschwanzkuckuck oder kurz Fasankuckuck genannt,  gehört zur Ordnung der Kuckucksvögel (Cuculiformes) und zur Familie der Kuckucke (Cuculidae). 
Der Fasanspornkuckuck kommt in mehreren Unterarten im Norden und Osten von Australien, auf Neuguinea sowie angrenzenden kleinen Inseln vor und ist ein Standvogel. Wie viele Arten der Kuckucke ist er kein obligatorischer Brutschmarotzer und zieht seinen Nachwuchs selber groß. 
Der Fasanspornkuckuck ist eine gebietsweise häufige Art. Seine Bestandssituation wird mit  (=least concern – nicht gefährdet) angegeben.

## Merkmale
Fasanspornkuckucke haben eine individuell sehr unterschiedliche Körpergröße und erreichen Körperlänge zwischen 54 und 68 Zentimeter. Die größten Weibchen entsprechen damit in ihrer Körpergröße dem ebenfalls zur Gattung der Spornkuckucke gehörenden Goliathkuckuck. Entsprechend variabel ist auch die Schwanzlänge von 31 bis 36 Zentimeter. Australische Männchen erreichten ein Gewicht zwischen 200 und 364 Gramm, die Weibchen wogen zwischen 252 und 520 Gramm. Grundsätzlich sind die Weibchen größer, der Geschlechtsdimorphismus ist ansonsten nur schwach ausgeprägt.
Fasanspornkuckucke der Nominatform sind im Brutkleid am Kopf, Hals und oberen Rücken schwarz bis schwarzbraun mit glänzenden, hellen Federschäften. Besonders auffallend ist dies am Hals und auf dem Vorderrücken. Der untere Teil des Vorderrückens und die Schwingen sind rötlich braun quergestreift und schwarz gesprenkelt, der übrige Rücken und der Bürzel sind schwarzbraun mit hellen Sprenkeln. Die langen Oberschwanzdecken sind dunkelbraun und blassbraun bis rötlich braun gefleckt sowie weißlich quergebändert. Die Flügel sind rotbraun, die kleinen Flügeldecken weisen hellbraune und dunkelbraune Sprenkel sowie helle Federschäfte auf. Die großen Flügeldecken sind dunkel graubraun quergestreift. Auf der Körperunterseite ist der Fasanspornkuckuck schwarzbraun. Außerhalb der Brutzeit sind Fasansportkuckucke am Kopf und Nacken dunkel rotbraun mit auffälligen cremefarbenen Federschäften. Der Vorderrücken ist rötlich braun mit hellen Federschäften, die einzelnen Federn weisen an ihrer Spitze eine feine schwarzbraune Sprenkelung auf. Ansonsten entspricht das Federkleid dem Brutkleid.
Die Iris ist während der Brutperiode bei den Männchen leuchtend rot, außerhalb der Brutperiode haben sie eine rote, blass braune oder kastanienbraune Iris. Weibchen haben außerhalb der Brutperiode eine weißliche bis graubraune Iris, während der Brutzeit ist diese orangerot bis leuchtend rot.
Der Fasanspornkuckuck baumt zwar auf, ist aber ein unwilliger und nicht sehr geschickter Flieger. Er bewegt sich bevorzugt zu Fuß auf dem Boden oder im dichten Unterholz fort. Von Baumwipfeln lässt er sich herabgleiten und landet dann schwerfällig.

## Verwechselungsmöglichkeiten
Es gibt im Verbreitungsgebiet mehrere andere Kuckucke, mit denen der Fasanspornkuckuck verwechselt werden kann. Jungvögel des Fasanspornkuckucks können mit Jungvögeln des Bernsteinkuckucks verwechselt werden, der in West- und Zentralneuguinea vorkommt. Diese sind jedoch deutlich kleiner und hat einen dunklere Iris. Der auf Neuguinea beheimatete Mohrenkuckuck hat einen hornfarbenen Schnabel, ist insgesamt schwärzlicher und ist nur selten außerhalb Wäldern anzutreffen.

## Verbreitungsgebiet und Lebensraum

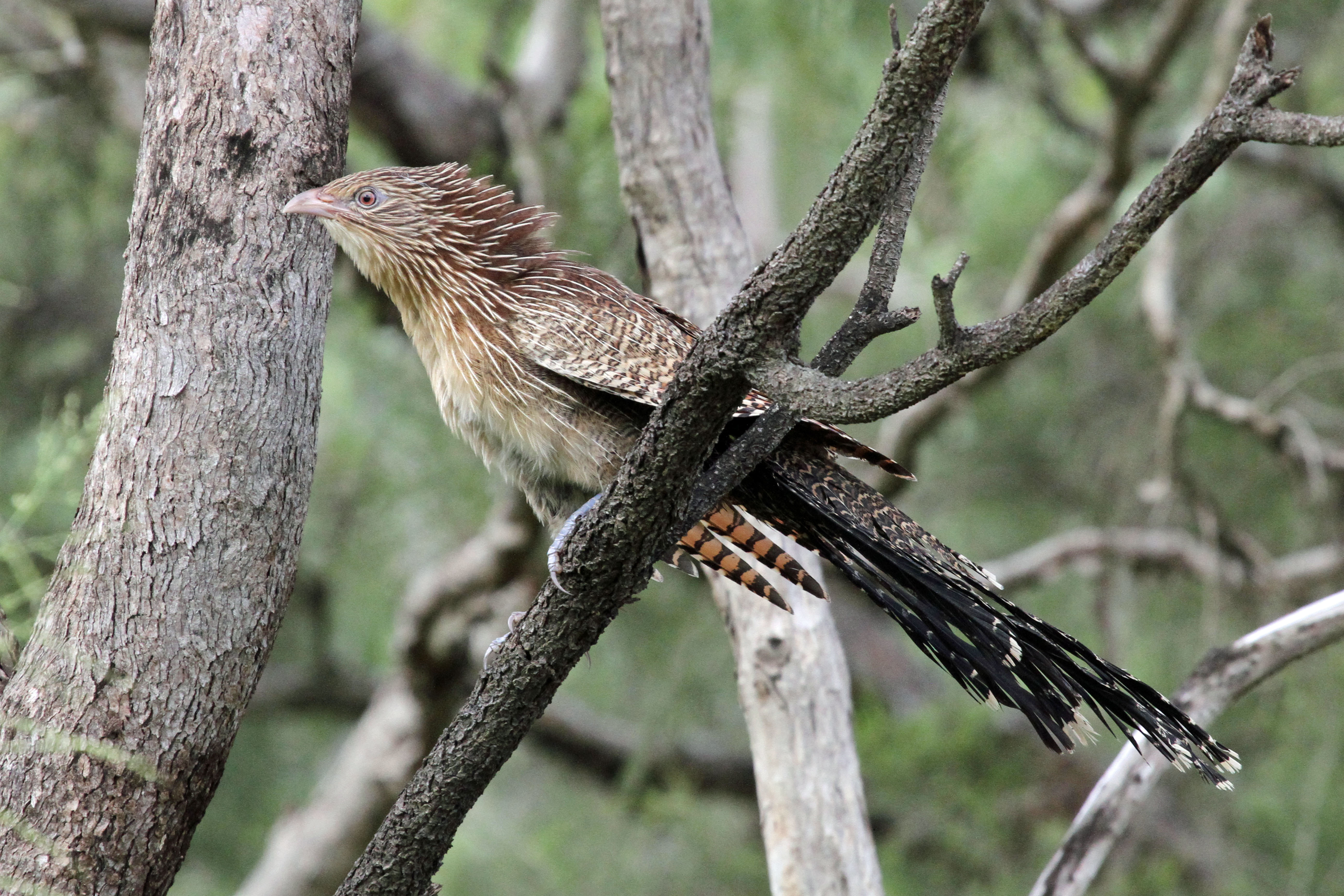
Fasanspornkuckuck, Australien

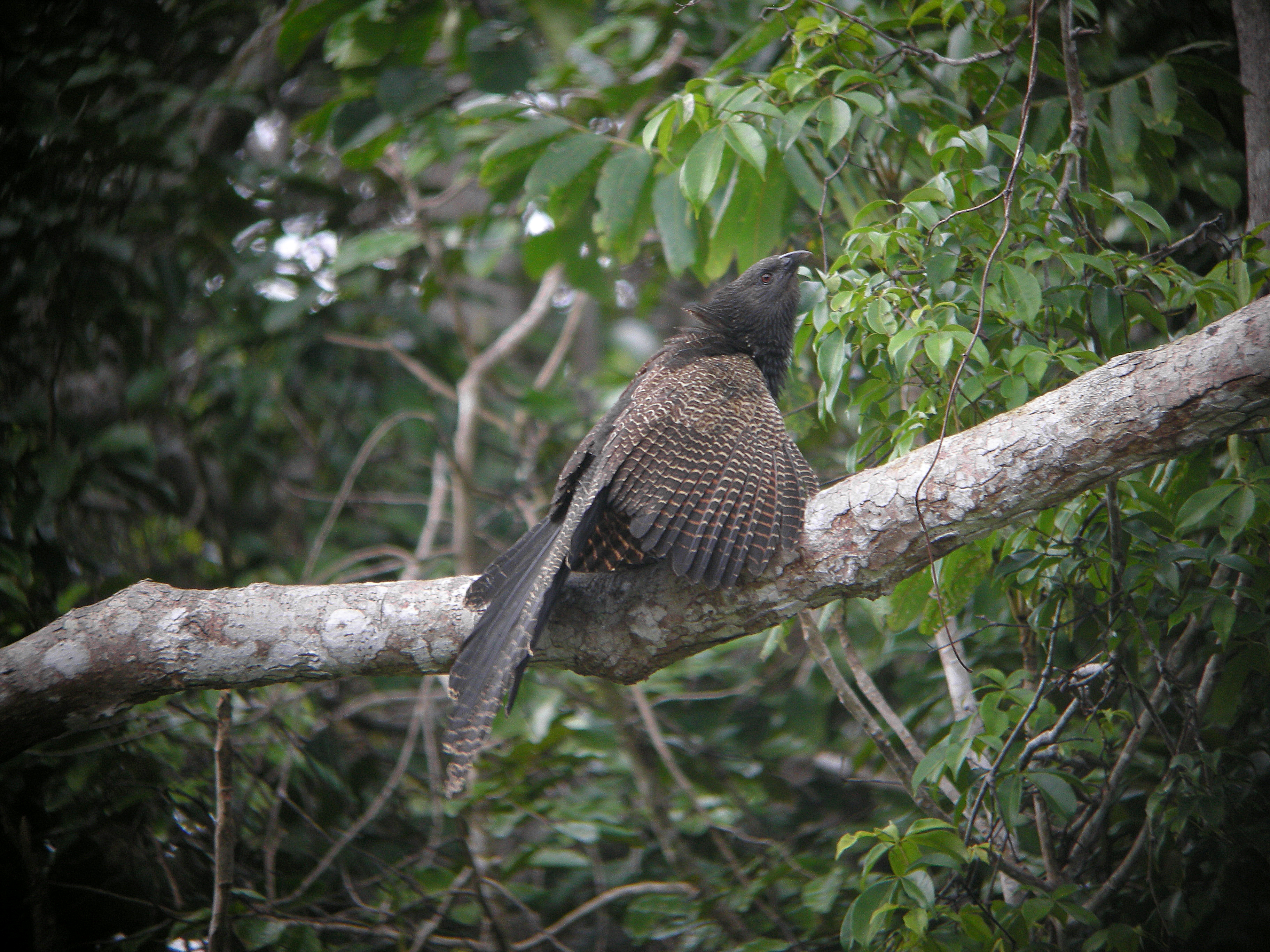
Fasanspornkuckuck auf Neuguinea

Der Fasanspornkuckuck kommt in einem maximal 320 Kilometer breiten Streifen entlang der gesamten Nord- und Ostküste Australiens vor. Es reicht vom Exmouth-Golf im Nordwesten Australiens bis in die Region rund um Sydney im Südosten Australiens. 
Auf Neuguinea ist sein Verbreitungsgebiet disjunkt. Er kommt im Osten vor, fehlt aber im Hochland und in Teilen der Gulf Province. Zum Verbreitungsgebiet gehören außerdem die D’Entrecasteaux-Inseln in der Salomonensee, die Kei-Inseln im südöstlichen Bereich der Molukken sowie auf Osttimor und den Torres-Strait-Inseln vor.

### Verbreitungsgebiet und Merkmale der einzelnen Unterarten
Es werden folgende Unterarten des Fasanspornkuckucks unterschieden:
- C. p. phasianinus ist die von John Latham beschriebene Nominatform. Ihr Verbreitungsgebiet ist der Osten Australiens. Die Verbreitung reicht bis zum Burdekin River in Queensland. Westlich davon kommt die Unterart C. p. melanurus, deren Status als Unterart jedoch umstritten ist.
- C. p. propinquus (Mayr, 1937) kommt im Norden von Neuguinea. Sie ähnelt der Unterart C. p. nigricans ist aber kleiner und blasser gefärbt.
- C. p. nigricans (Salvadori, 1876) ist im Südosten von Neuguinea sowie auf den D’Entrecasteaux-Inseln vertreten. Ihr fehlt die auffällige Sperberung der Flügel wie sie bei C. p. thierfelderi vorkommt. Beide Geschlechter zeigen kein Brutkleid.
- C. p. spiloperterus (G. R. Gray, 1858), kommt endemisch auf den Kei-Inseln vor. Das Körpergefieder ist überwiegend schwarz, die Steuerfedern weisen keine Querbänderung auf. Auch bei dieser Art gibt es kein spezifisches Brutgefieder.
- C. p. thierfelderi (Stresemann, 1927) Süden von Neuguinea und nordwestlichen Torres-Strait-Inseln. Die Schäfte der Schwingen sind rotbraun, die Schwingen sind auf der Unterseite rotbraun quergebändert. Auch diese Art hat kein spezifisches Brutgefieder.
- C. p. melanurus (Gould, 1847). Die Art kommt im Norden und Nordwesten Australiens vor. Sie ist größer als die Nominatform und hat eine breitere Querbänderung auf den Steuerfedern. Der Status dieser Unterart ist strittig. Payne inkludiert diese Unterart in die Nominatform.[5]
- C. p. mui (Mason & McKean, 1984), Osttimor. Der Schnabel ist proportional größer als bei den anderen Unterarten.

### Lebensraum
Grundsätzlich meidet der Fasanspornkuckuck Wälder. Er ist dagegen in Offenlandschaften wie beispielsweise Weideland in Queensland und mit Schraubenbäumen bestandenen Sümpfen in Westaustralien anzutreffen. In der Region u Darin, im australischen Northern Territory, nutzt er auch lichte Wälder mit einem Unterwuchs aus langem Gras sowie in Savannen. In Queensland ist er auch häufig entlang von Eisenbahnstrecken anzutreffen sowie in Dickichten entlang von Flüssen, auf Zuckerrohrplantagen und entlang Straßen, die durch Grasland führen. 
Auf Neuguinea präferiert er Savannen und Grasland, die Dickichte aufweisen sowie Waldränder, seltener ist er auch in Monsunwälder anzutreffen. Er ist am häufigsten in den Tiefebenen und Hügellandschaften vor, kommt aber in der Provinz Morobe noch auf 1800 Höhenmetern vor.

## Lebensweise

### Nahrung und Nahrungsweise

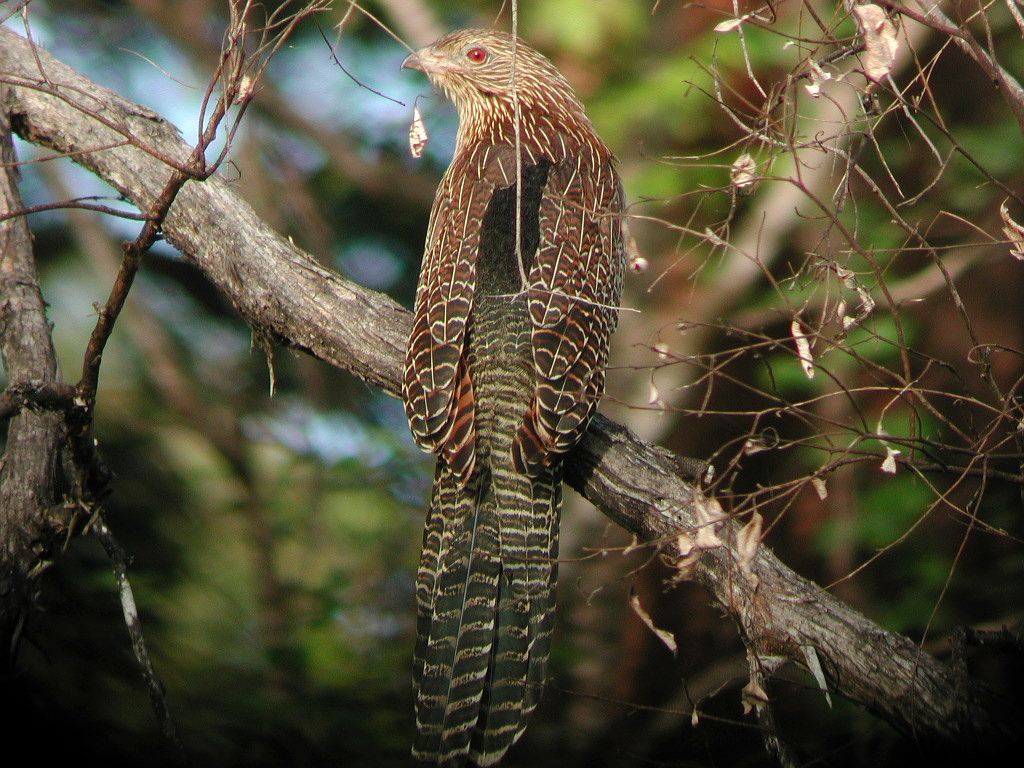
Fasanspornkuckuck im Osten von Queensland

Der Fasanspornkuckuck frisst Insekten wie Kurzfühlerschrecken und Schmetterlinge, Skorpione, Schnecken, Frösche, kleine Schlangen und Eidechsen, Eier, Küken und Nestlinge, Mäuse und andere kleine Säugetiere und Samen. Seine Nahrung findet er vorwiegend am Boden. Am Boden bewegt er sich schnell vorwärts – der Flügel und der Kopf wird dabei waagerecht zum Boden getragen. Bei der Nahrungssuche ist er vorwiegend am Morgen, am späten Nachmittag und nach Regenfällen zu beobachten. Beutetiere scheucht er auf.

### Revier und Nest
Er kommt einzeln oder in Paaren vor und geht vermutlich längere währende Paarbindungen ein. Er ist territorial; ein einzelnes Paar besetzt ein Territorium von etwa sechs Hektar. Territoriales Verhalten hat man bereits bei nur 10 Monate alten Individuen beobachtet.
Die Fortpflanzungszeit fällt in Australien grundsätzlich in den Zeitraum September bis Mai. Das Nest wird in dichter Vegetation 0,5 bis 1,6 Meter über dem Boden errichtet. Die Nester sind häufig kuppelförmig mit einem Innendurchmesser von 20 Zentimeter und einem Außendurchmesser von etwa 46 Zentimetern. Es wird gewöhnlich aus frischen Zweigen errichtet und hat gelegentlich sogar einen ca. 20 Zentimeter langen tunnelförmigen Vorgang, der zur eigentlichen Nistkammer führt. Innen ist die Nistkammer mit Blättern und Pflanzenfasern ausgelegt. 

### Gelege und Jungvögel
Das Gelege umfasst auf Neuguinea zwei Eier. In Australien umfassen die Gelege gewöhnlich drei bis vier Eier. Sie sind mattweiß und rundoval. Fasanspornkuckucke können in einer Fortpflanzungsperiode bis zu vier Gelege großziehen. Die Brutzeit beträgt mindestens 15 Tage. Es ist bislang nicht beobachtet worden, ob das Männchen auch am Brutgeschäft beteiligt ist. Er trägt jedoch Nahrung zu den Nestlingen.
Die Nestlinge schlüpfen asynchron und sind mit 10 bis 15 Lebenstagen flügge. Sie haben dann etwa 40 % des Gewichts von adulten Vögeln erreicht und sind noch nicht in der Lage, zu fliegen. Erhitzøe vertritt die Ansicht, dass diese frühe Alter, in denen die Jungvögel das Nest verlassen, eine Anpassung an Nisträuber ist. Belegt ist eine sehr starke Prädation durch Füchse und Katzen.

## Einzelbelege
1. ↑   Centropus phasianinus in der Roten Liste gefährdeter Arten der IUCN 2015.4. Eingestellt von: BirdLife International, 2012. Abgerufen am 27. August 2016.
2. 1 2   Erhitzøe, Mann, Brammer, Fuller: Cuckoos of the World. S. 202.
3. 1 2 3 4   Erhitzøe, Mann, Brammer, Fuller: Cuckoos of the World. S. 203.
4. 1 2 3 4 5 6   Erhitzøe, Mann, Brammer, Fuller: Cuckoos of the World. S. 204.
5. ↑   Payne: The Cuckoos.